# Пашевич, Павел Дмитриевич
Павел Дмитриевич Пашевич (бел. Павел Дзмітрыевіч Пашэвіч; род. 4 июня 2001, Борисов, Минская область) — белорусский футболист, полузащитник клуба БАТЭ.

## Клубная карьера

### БАТЭ

#### Начало карьеры
Футболом начал заниматься с ранних лет в борисовской ДЮСШ-2, где первым тренером футболиста был Александр Владимирович Жуйков, откуда затем перебрался в структуру борисовского БАТЭ. В начале 2018 года футболист стал выступать за дублирующий состав борисовчан. Дебютировал за основную команду клуба футболист 11 июля 2018 года в матче Кубка Беларуси против «Энергетика-БГУ», выйдя на замену на 75 минуте. Позже футболист к играм к основной команде по ходу сезона не привлекался.

#### Аренда в «Городею»
В июле 2020 года футболист на правах арендного соглашения до конца сезона присоединился к «Городее». Дебютировал за клуб 11 июля 2020 года в матче против солигорского «Шахтёра», заменив на 81 минуте Илью Баглая. На протяжении сезона футболист оставался игроком скамейки запасных, выступаю лишь за дублирующий состав. По окончании сезона покинул клуб.

#### Аренда в «Гомель»
В марте 2021 года футболист на правах арендного соглашения перешёл в «Гомель». Дебютировал за клуб 3 апреля 2021 года в матче против борисовского БАТЭ, выйдя на замену на 82 минуте. Дебютный гол за клуб забил 22 июня 2021 года в матче Кубка Беларуси против «Орши». В июле 2021 года покину клуб.

#### Аренда в «Арсенал» Дзержинск
В июле 2021 года футболист отправился на правах арендного соглашения в дзержинский «Арсенал». Дебютировал за клуб 25 июля 2021 года в матче против «Лиды», выйдя на замену на 63 минуте. Первым результативным действием за клуб отличился 3 октября 2021 года в матче против «Орши». Вместе с клубом досрочно стал победителем Первой лиги. По окончании сезона покинул дзержинский клуб.

#### Аренда в «Энергетик-БГУ»
В начале 2022 года находился на просмотре в «Слуцке», в феврале был отдан в аренду клубу «Энергетик-БГУ». Дебютировал за клуб 3 апреля 2022 года в матче против жодинского «Торпедо-БелАЗ». Первым результативным действием отличился 9 апреля 2022 года в матче против «Слуцка», отдав голевую передачу. Свой дебютный гол за клуб забил 24 октября 2022 года в матче против могилёвского «Днепра». По итогу сезона стал серебряным призёром Высшей лиги. По ходу игрового года футболист был одним из ключевых футболистов клуба, записав в свой актив забитый гол и 3 результативные передачи.
В январе 2023 года «Энергетик-БГУ» продлил аренду футболиста ещё на сезон. Вскоре клуб официально сообщил о продлении арендного соглашения с футболистом. Первый матч за клуб сыграл 19 марта 2023 года против «Слуцка». Первый гол за клуб в сезоне забил 23 июня 2023 года в матче против «Торпедо-БелАЗ». Данный гол в ворота жодинского клуба получил звание лучшего по итогам 13 тура Высшей лиги. Завершил сезон футболист на итоговом предпоследнем месте в чемпионате, отправившись в стыковые матчи за сохранение прописки. По итогу стыковых матчей футболист вместе с клубом уступил «Витебску» и вылетел в Первую лигу.

#### Возвращение в БАТЭ
В декабре 2023 года футболист приступил к подготовке к новому сезону в составе «Энергетика-БГУ». Однако вскоре футболист вернулся в борисовский БАТЭ, вместе с которым также продлил контракт до конца 2025 года. Новый сезон футболист начал 6 марта 2024 года с четвертьфинального матча Кубка Беларуси против минского «Динамо», выйдя на поле в стартовом составе. Первый матч в чемпионате футболист сыграл 16 марта 2024 года против «Минска», выйдя на поле в стартовом составе. В сезоне 2024 года Пашевич был футболист основного состава БАТЭ.

## Карьера в сборных
В октябре 2019 года в составе юношеской сборной Беларуси принимал участие в отборочном турнире к чемпионату Европы.
В мае 2022 года был вызван в молодёжную сборную Беларуси. Дебютировал за сборную 1 июня 2022 года в матче против Кипра.

## Достижения
«Арсенал» Дзержинск
- Победитель Первой лиги: 2021

## Статистика выступлений

### Клубная статистика
| Выступление      | Выступление      | Выступление      | Лига | Лига | Кубки | Кубки | Конт. кубки | Конт. кубки | Итого | Итого |
| Клуб             | Лига             | Сезон            | Игры | Голы | Игры  | Голы  | Игры        | Голы        | Игры  | Голы  |
| ---------------- | ---------------- | ---------------- | ---- | ---- | ----- | ----- | ----------- | ----------- | ----- | ----- |
| БАТЭ             | Высшая лига      | 2018             | 0    | 0    | 1     | 0     | 0           | 0           | 1     | 0     |
| БАТЭ             | Итого            | Итого            | 0    | 0    | 1     | 0     | 0           | 0           | 1     | 0     |
| → Городея        | Высшая лига      | 2020             | 2    | 0    | 1     | 0     | 0           | 0           | 3     | 0     |
| → Городея        | Итого            | Итого            | 2    | 0    | 1     | 0     | 0           | 0           | 3     | 0     |
| → Гомель         | Высшая лига      | 2021             | 3    | 0    | 1     | 1     | 0           | 0           | 4     | 1     |
| → Гомель         | Итого            | Итого            | 3    | 0    | 1     | 1     | 0           | 0           | 4     | 1     |
| → Арсенал        | Первая лига      | 2021             | 18   | 0    | 1     | 0     | 0           | 0           | 19    | 0     |
| → Арсенал        | Итого            | Итого            | 18   | 0    | 1     | 0     | 0           | 0           | 19    | 0     |
| Всего за карьеру | Всего за карьеру | Всего за карьеру | 23   | 0    | 4     | 1     | 0           | 0           | 27    | 1     |